# Daiki Yagishita
Daiki Yagishita (柳下 大樹 Yagishita Daiki?, nacido el 9 de agosto de 1995 en Saitama) es un futbolista japonés que se desempeña como delantero.

## Trayectoria

### Clubes
| Club                | País  | Año         |
| ------------------- | ----- | ----------- |
| Matsumoto Yamaga FC | Japón | 2014 - 2016 |
| J. League sub-22    | Japón | 2014 - 2015 |
| Kataller Toyama     | Japón | 2017 -      |

## Estadística de carrera

### J. League
| Club                | Año   | J. League | J. League | Copa J. League | Copa J. League | Total | Total |
| Club                | Año   | Part.     | Goles     | Part.          | Goles          | Part. | Goles |
| ------------------- | ----- | --------- | --------- | -------------- | -------------- | ----- | ----- |
| Matsumoto Yamaga FC | 2014  | 3         | 0         | -              | -              | 3     | 0     |
| Matsumoto Yamaga FC | 2015  | 0         | 0         | 0              | 0              | 0     | 0     |
| Matsumoto Yamaga FC | 2016  | 0         | 0         | -              | -              | 0     | 0     |
| J. League sub-22    | 2014  | 9         | 1         | -              | -              | 9     | 1     |
| J. League sub-22    | 2015  | 13        | 1         | -              | -              | 13    | 1     |
| Kataller Toyama     | 2017  | 14        | 2         | -              | -              | 14    | 2     |
| Total               | Total | 39        | 4         | 0              | 0              | 39    | 4     |